# Antonio Iturrioz
Antonio Iturrioz (1852 - 1916) fue un político español.
Antonio Iturrioz tomó relevancia como alcalde la su ciudad natal, Éibar, la cual gobernó durante 5 años y participó activamente en el ayuntamiento durante 17. En su mandato se realizaron importantes reformas urbanísticas en la misma.
Fue una figura importante en el republicanismo eibarrés y guipuzcoano de comienzos del siglo XX. Tenía un taller de armas y participaba activamente como colaborador habitual del diario republicano La Voz de Guipúzcoa.

## Biografía
Antonio Iturrioz nació en la población guipuzcoana de Éibar, en el País Vasco (España) el año 1856. Se proclamó alcalde en 1897 y estuvo en el carga hasta 1901. Bajo su mandato se realizó el Plan General de la villa y se construyó el probadero de armas que tan importante fue para la industria armera eibarresa.
Con la responsabilidad técnica del arquitecto donostiarra Ramón Cortázar, se realizó el ensanchase de la ciudad con la ampliación y remodelación de la plaza de Untzaga y la construcción de la casa consistorial sobre el río Ego. También construyó el Hospital-Asilo en 1904.
Realizó la traída de agua potable y su distribución urbana. Realizó la construcción de escuelas públicas y de una casa de baños.
Murió trabajando en su taller el 23 de febrero de 1916 en Éibar a los 64 años de edad.